# Kollund
Se også: Kollund ved Herning.
Kollund er en lille by i Sønderjylland med 988 indbyggere  (2024), beliggende på den danske side af Flensborg Fjord. Byen befinder sig i Aabenraa Kommune, i Bov Sogn, og hører til Region Syddanmark.
På en tur via Fjordvejen fra Kruså til Rinkenæs passeres byerne Kollund, Sønderhav, Rønshoved gennem et særegent naturområde. Ud for Sønderhav ligger Okseøerne i Flensborg Fjord.
I sin tid sejlede en færge, en såkaldt spritrute, fra Kollund til Flensborg over fjorden. Afgangen var fra Kollund Mole.
Kollund er hjemsted for Avifauna, Kollund Møbler, Fleggaard Holding, Bindzus lamper, Fakkelgaarden, Privathospitalet Kollund og Lindegaarden restaurant og Bed & Breakfast.
- Kollund Kirke fra 1971
- Molevej set fra kanten af Kollund Skov
- Roklubbens klubhus på Kollund Mole